# Mantecatos
Mantecatos es un cómic de Manel Fontdevila  publicado por Glenat el 2003, fromado por varias historietas, algunas de las cuales habían sido publicadas previamente en la revista Nosotros Somos Los Muertos.

## Argumento
Mantecatos es una compilación de historias breves que parte de anécdotas y situaciones cotidianas como una discusión de pareja, sueños o traumas infantiles, en tono de reflexión y comedia.
La historieta más larga, que da nombre al álbum, trata sobre las aventuras de un grupo de niños de los años 1970. "Mantecatos" es simplemente la forma errónea que tienen estos niños de pronunciar "mentecato".

## Premios
- Mejor obra de autor español en Salón Internacional del Cómico de Barcelona de 2004.[5]